# Erinnerung an Covent-Garden
Erinnerung an Covent-Garden, op. 329, är en vals av Johann Strauss den yngre. Den spelades första gången den 27 september 1867 på Covent Garden-operan i London. 

## Historia
Den 8 augusti 1867 stod det att läsa följande annons i tidningarna The Times och The Morning Post: "Chefredaktören kan inte avstå från att uttrycka sin glädje (som utan tvekan kommer att delas av alla musikälskare) över att få meddela att han har lyckats engagera den hyllade dirigenten och kompositören HERR JOHANN STRAUSS, Kejserlig och Kunglig Hovbalsdirektör hos Kejsaren av Österrike. Herr Strauss kommer inte endast medföra många av sina nyaste verk, utan även komponera många andra under sin vistelse i England, exklusivt för promenadkonserterna i Covent Garden. Herr Johann Strauss kommer överta ledningen för all dansmusik och dirigera orkestern vid alla konserter". Ett avgörande skäl till att Strauss accepterade inbjudan att dirigera alla 63 promenadkonserter mellan 15 augusti och 26 oktober kan ha varit en försäkran att orkestern "kommer bestå av de mest kompetenta musiker i England. De kommer väljas ut från The Royal Italian Operan men förstärkas i styrka och förbättras var så behövs".
Annonsen om Strauss engagemang kom som en skänk från ovan vad gällde förlaget Charles Sheard & Co och dess musikförläggare Alfred Lee (1839-1906). Föregående månad hade förlaget organiserat en stor kampanj för sin katalog av sånger från Music Hall och amerikanska Minstrel shower, och då två av verken (Erinnerung an Covent Garden och Festival-Quadrille, op. 341) som Strauss komponerade under tiden i London bestod av material från Sheards katalog kan det hela anses mycket lyckat från förlagets sida.
Programmet till promenadkonserten den 27 september bestod bland annat av en "ny festvals över populära melodier ("Festival valse comique on popular melodies"), komponerat av Johann Strauss". Mottagandet blev mycket lyckat och valsen fick tas om på allmän begäran. The Morning Post (30 september 1867) bedömde nyheten såsom "andlig och roande som det ska vara", och klassade den som "säsongens populäraste succé" vid sidan om Strauss vals An der schönen blauen Donau (op. 314) och skrev att båda verken "knappast kan hindra honom [Strauss] från att erövra posten som mästare som han otvetydigt besitter utomlands".  
Hemmapubliken i Wien fick vänta nästan ett år innan de fick chansen att höra Strauss Festival valse comique on popular melodies. Det skedde vid en stor musikfest med fyrverkerier i Volksgarten den 29 september 1868 och Straussorkestern dirigerades av Strauss själv. Efter förslag från Strauss förläggare C.A. Spina hade valsen nu en ny titel: London-Lieder, Walzer nach englischen Volks-Melodien. Men när valsen publicerades den 10 november hade valsen fått en tredje och slutlig titel: Erinnerung an Covent-Garden.

## Om valsen
Speltiden är ca 7 minuter och 50 sekunder plus minus några sekunder beroende på dirigentens musikaliska tolkning.
Valsen består av följande sånger:
Vals 1   -
"Champagne Charlie" (1866, komponerad av George Leybourne och Alfred Lee)
Vals 2   -
"The Flying Trapeze" (1866, Leybourne & Lee)
Vals 3   -
"The Mousetrap Man!" (1865, H. J. Whymark & R. Hughes, hämtad från "The Mouse-Trap Man Waltz" av W.H. Montgomery)
Vals 4   -
"Beautiful Nell" (1867, Stacey Lee & R. Coote), "Sweet Isabella" (1867, Leybourne & Lee)
Alla sångerna sjöngs ursprungligen av 'The Lion Comique', George Leybourne (1842-1884), med undantag för "Beautiful Nell", som först framfördes av hans musikhall-rival "The Great Vance", alias Alfred Peck Stevens (1839-1888). Inledningen och slutet på verket innehåller även citat från "Champagne Charlie" samt från R. Bishops populära ballad "Home, Sweet Home", från hans opera "Clari, or the Maid of Milan" (1823). Att den sista sången ingick i Strauss vals var av dubbel betydelse: Bishops opera uppfördes på Covent Garden, men ballade var även ett av Strauss hustru Jettys största slagnummer under hennes konsertresa till Lodndon 1849. Hon sjöng den även på nytt under promenadkonserten i Covent Garden 1867.

## Weblänkar
- Erinnerung an Covent-Garden i Naxos-utgåvan.